# Alberto Salinas
Pour les articles homonymes, voir Salinas.
Alberto César Salinas, né le 1er novembre 1932 à Buenos Aires et mort dans la même ville le 24 novembre 2004, est un dessinateur de bande dessinée argentin. Il est le fils du dessinateur argentin José Luis Salinas.

## Biographie
En 1950, il publie son premier personnage: Capiango, pour le magazine argentin Superman. En 1953, il s'associa à Editorial Columba, où il créa Safari Argentino, et peu après, avec Fleetway Publications, en Grande-Bretagne.
Il collabore en 1961 avec l'éditeur italien Eurostudio de Piero Dami pour lequel il réalise des bandes dessinées historiques: Spartacus, La bataille de Lépante, The Chair of Malta et Rurik the Viking.
Au début des années 1970, le magazine portugais Jurnal de Cuto illustre l'histoire de Moira, l'esclave de Rome, dont 196 épisodes ont été publiés. Toujours dans ces années-là, à la maison d'édition Record en Argentine, il donne vie à une série de bandes dessinées telles que The Black Continent en 1977 et en 1977, La Légion étrangère avec les textes d'Alfredo Julio Grassi.
De 1980 à 1981, il a réalisé - avec son père - les illustrations des récits historiques de Carlos Alberto Aguilar pour la série télévisée Microhistorias del mundo.
Son personnage international le plus répandu est celui de César "Dago" Renzi, protagoniste du dessin animé classique Dago, avec des scénarios de Robin Wood. Il l'a dessiné de sa création, de 1981 à 1996. Publié au début par Columba, il a été publié en Italie par le magazine Lanciostory.
Son dernier ouvrage, avec les textes de Ricardo Ferrari, est la série Los Siglos Oscuros. À Rome, il a reçu le Yellow Kid Award pour ses cinquante-trois années de travail dans la bande dessinée. À cette époque, Salinas avait abandonné l'histoire pour se consacrer à la peinture dans ses dernières années.

## Œuvre

### Albums
- Akim, Aventures et Voyages, collection Mon journal

533. Les Hommes-singes, scénario de Robin Wood, Roberto Renzi et Tom Tully, dessins d'Augusto Pedrazza, Alberto Salinas et Mike Western, 1981
537. La Savane tremblante, scénario de Robin Wood, Roberto Renzi et Tom Tully, dessins d'Augusto Pedrazza, Alberto Salinas et Mike Western, 1981
545. Le Dieu de la mort, scénario de Guy Lehideux, Robin Wood, Roberto Renzi] et Tom Tully, dessins de Guy Lehideux, Augusto Pedrazza, Alberto Salinas et Mike Western, 1982
- Dago, LUG, Série Carré d'As

1. Numéro 1, scénario collectif, dessins d'Alberto Salinas, 1965
2. Numéro 2, scénario collectif, dessins d'Alberto Salinas, 1965
3. Numéro 3, scénario collectif, dessins d'Alberto Salinas, 1965
4. Numéro 4, scénario collectif, dessins d'Alberto Salinas, 1965
5. Numéro 5, scénario collectif, dessins d'Alberto Salinas, 1965
6. Numéro 6, scénario collectif, dessins d'Alberto Salinas, 1965

- En garde !, Aventures et Voyages, collection Mon journal

81. Bataillon disciplinaire, scénario de Julio Alfredo Grassi, Roger Lécureux et Víctor Mora, dessins de Francisco Darnis, Alberto Salinas et Tito Marchioro, 1983
82. Le Boudin, scénario de Julio Alfredo Grassi, Roger Lécureux et Victor Mora, dessins de Francisco Darnis, Alberto Salinas et Tito Marchioro, 1983
- Thierry La Fronde, Éditions Oz, collection Télé série Verte

6. L'Épée et le collier, scénario de Jean Ollivier, dessins d'Alberto Salinas, 1964
7. La Trahison de Jancé, scénario de Jean Ollivier, dessins d'Alberto Salinas, 1964
8. L'Épée de Janville, scénario de Jean Ollivier, dessins d'Alberto Salinas, 1964
25. Le Miracle de Carrouges, scénario de Jean Ollivier, dessins d'Alberto Salinas, 1966